# Rosa María Britton
Rosa María Britton (Panamá, 28 de julho de 1936 - Panamá, 16 de julho de 2019) é uma escritora e tocóloga do Panamá.  
Estudou medicina em Madrid e Nova Iorque. Ganhou o prêmio Ricardo Miró quatro vezes. 

## Romances
- El ataúd de uso, 1982, Panamá.
- El Señor de las lluvias y el viento, 1984, Panamá.
- No pertenezco a este siglo 1991, Panamá.
- Todas íbamos a ser reinas, 1997, Colômbia.
- Laberintos de orgullo, 2002 Costa Rica.
- Suspiros de fantasmas, 2005 Costa Rica.

## Histórias
- ¿Quién inventó el mambo? , 1985, Panamá.
- La muerte tiene dos caras, 1987, Costa Rica.
- Semana de la mujer y otras calamidades,  1995, Espanha.
- La nariz invisible y otros misterios, 2001, Espanha.

## Prêmios

### PrêmioRicardo Miró
1982- Romances: El ataúd de uso
1984- Romances: El Señor de las lluvias y el viento
1985-Histórias: ¿Quién inventó el mambo? 
1991- Romances: No pertenezco a este siglo

### PrêmioWalt Whitman
1987- Histórias: La muerte tiene dos caras